# Saint-François-Longchamp (commune déléguée)
Pour les articles homonymes, voir Saint-François.
Saint-François-Longchamp est une ancienne commune française située dans le département de la Savoie, en région Auvergne-Rhône-Alpes.
La commune se trouve sur le versant nord de la vallée de Maurienne, entre 808 et 2 832 m d'altitude, et inclut une station de sports d'hiver.
La commune devient une commune déléguée le 1er janvier 2017 après la fusion avec Montaimont et Montgellafrey pour donner naissance à Saint François Longchamp.

## Géographie

### Localisation
Saint-François-Longchamp est une commune-station de sports d'hiver de Maurienne, proche de la Combe de Savoie.
La commune est située sur la route du col de la Madeleine, col du Tour de France. Elle offre un panorama diversifié sur les massifs de Belledonne, de l'Oisans ou encore du Mont-Blanc.

### Géologie et Relief

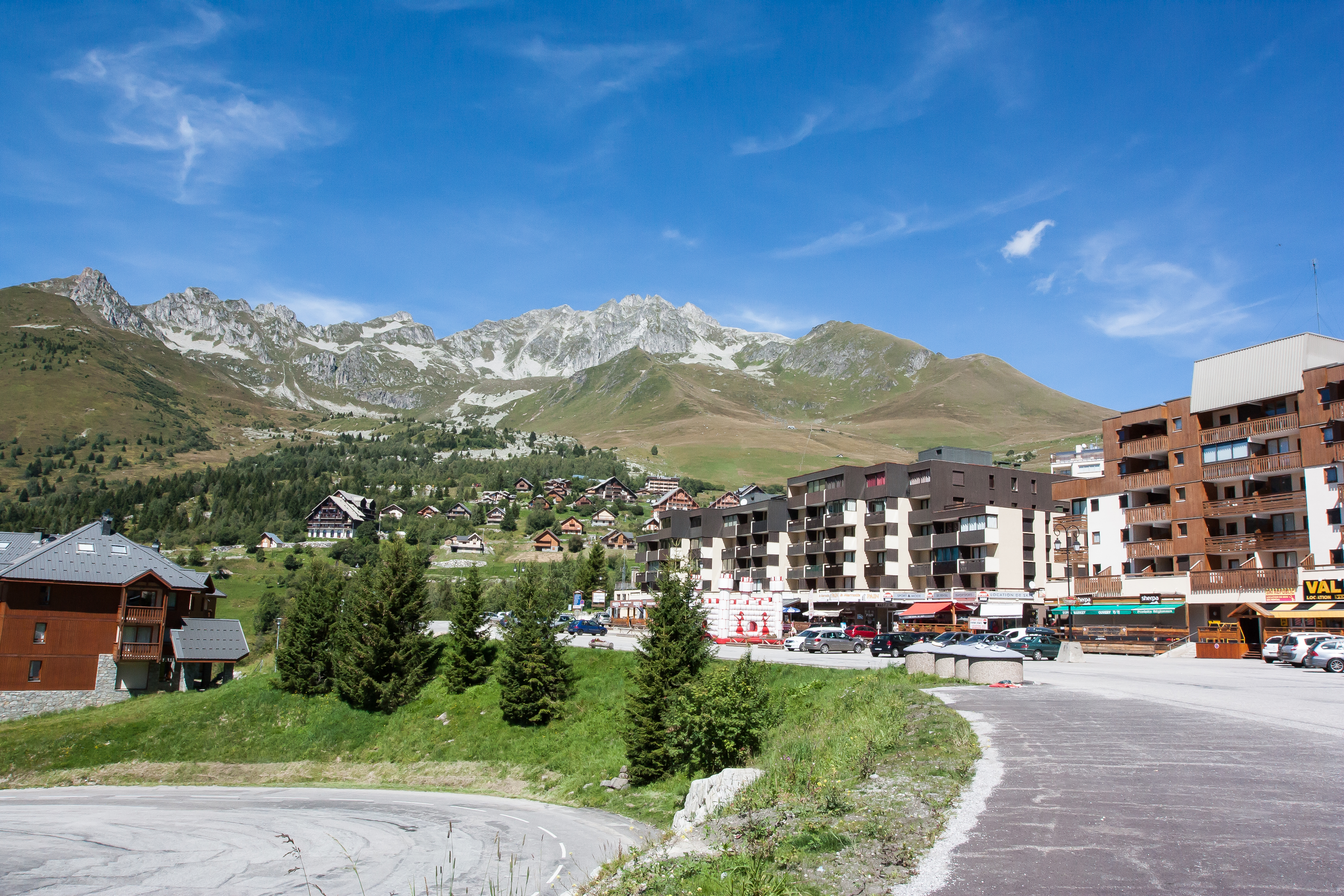
Le massif de la Lauzière vue depuis Saint-Francois-Longchamp.

Le territoire de la commune est dominé à l'ouest par le massif de la Lauzière.

### Risques naturels
Entre 2015 et 2017, Saint-François-Longchamp a été le siège d'un essaim de séismes ayant généré de nombreux séismes ressentis. La magnitude 3,7 a été atteinte à deux reprises fin octobre 2017. (Voir article détaillé Essaims de séismes de Maurienne.)

### Climat
La commune possède un climat montagnard avec beaucoup de neige l'hiver, ce qui a favorisé la création de stations de ski.

### Voies de communications et transport
La commune est accessible par la route RN 6 ou l'A43 (sortie Sainte-Marie-de-Cuines), en train depuis la gare de Saint-Avre-La Chambre à 15 km.
L'hiver, de décembre à avril, des ski-bus gratuits sillonnent la station. L'été, ces mêmes ski-bus sont payants. De nombreux taxis sont disponibles depuis la commune de La Chambre pour permettre le trajet jusqu’à la station. Saint-François-Longchamp est une station de ski située à 12 km de la gare de Saint-Avre/La Chambre, et près de l'aérodrome de Saint-Rémy-de-Maurienne.

## Toponymie
La commune a été créée en 1904 sous le nom de Saint-François-sur-Bugeon, du nom de la rivière qui traverse la commune, et deviendra Saint-François-Longchamp en 1969 quand le décret du 29 août 1969 associe le nom du village de Longchamp à Saint-François.
Les recherches n’ont pas permis de trouver de forme selon la graphie de Conflans.

## Histoire

### Saint-François sur Bugeon
Jusqu'en 1904, la commune était rattachée à celle de Montgellafrey. Le 16 juillet 1904, les villages de l’Envers que sont l’Epalud, le Planey, les Covatières (village principal), le Bon-mollard et la Cublière se séparent de la commune de Montgellafrey pour former la nouvelle commune de Saint-François sur Bugeon. Les forêts des deux communes demeureront dans l'indivision. La commune compte alors 204 habitants. Le premier maire de cette jeune commune est François-Antoine Mollard, qui resta en poste durant 15 ans.
Le 23 mars 1907, le hameau du Planey est détruit par un incendie. Vingt maisons disparaissent ainsi, faisant une victime.
La Première Guerre mondiale de 1914-1918 fait 33 morts dans les deux communes de Montgellafrey et de Saint-François. Plus tard, le 13 août 1921 à 12 h 30 près du col de Montjoie au lieu-dit la Cloche des Vieux fut tué le dernier ours de France, une femelle de 105 kg qui décimait les troupeaux. La peau de l’ours (et la carcasse) fut vendue le 14 août à la boucherie Vivario de La Chambre. Sa dépouille, naturalisée est aujourd'hui exposée au muséum d'histoire naturelle de Grenoble.
En 1928 est construit le refuge « Touring Club de France du col la Madeleine », à la place d’un ancien hospice puis d’une ancienne chapelle dédiée à sainte Madeleine dont les vestiges ont aujourd'hui disparu. La route du col de la Madeleine est alors en construction et atteint finalement le hameau de l’Epalud en 1932.
En 1936, M. Teule, garagiste de métier à La Chambre, construit le premier téléski de ce qui deviendra plus tard la station de Saint-Francois-Longchamp. M. Adolf Grieder, citoyen suisse, construit le chalet « Joie de vivre » à 1 450 m d’altitude, qui sera le futur bâtiment de l’Association Touristique des Cheminots.
En 1938, des réfugiés espagnols continuent la construction de la route du col de la Madeleine côté Maurienne. La route goudronnée arrive au plateau de Longchamp en 1955. La route, côté Tarentaise, arrive au col de la Madeleine en 1968 pour rejoindre celle de Maurienne enfin terminée après 20 ans de travaux.[réf. nécessaire]
De 1938 à 1949, Jean Bernard prend la décision de faire démarrer la future station de sports d'hiver de Saint-François-Longchamp, avec M. Gabriel Julliard et le docteur Prallet d’Aiguebelle en créant une SCI qui deviendra la SAGLAT. Il acquiert petit à petit les droits ou les terrains nécessaires à la pratique du ski. Il sera par ailleurs le 1er moniteur diplômé (à Val-d'Isère) de Saint-François en 1938-39. Le financement des premiers bâtiments sera assuré par « les dommages de guerre », une pratique en usage au lendemain de la Seconde Guerre mondiale de 1939-1945. Saint-François se verra en outre offrir par la Norvège six chalets en bois en kit. Les actuels bâtiments Le Bouquetin (premier bâtiment des Airelles) ou le Télé sont des exemples de cette construction originale.[réf. nécessaire]
Le 2 mars 2012, une coulée de neige dévalant le massif de la Lauzière atteint le télésiège du même nom et écrase les premiers pylônes au départ de ce dernier. Les passagers de ce télésiège qui sont montés avant le déclenchement seront hélitreuillés. Aucun blessé ne sera à recenser mais tout le départ du télésiège sera à reconstruire, rendant inaccessibles les pistes du domaine de Saint-François-Longchamp se trouvant sur ce versant.

### Construction de Saint-François-Longchamp

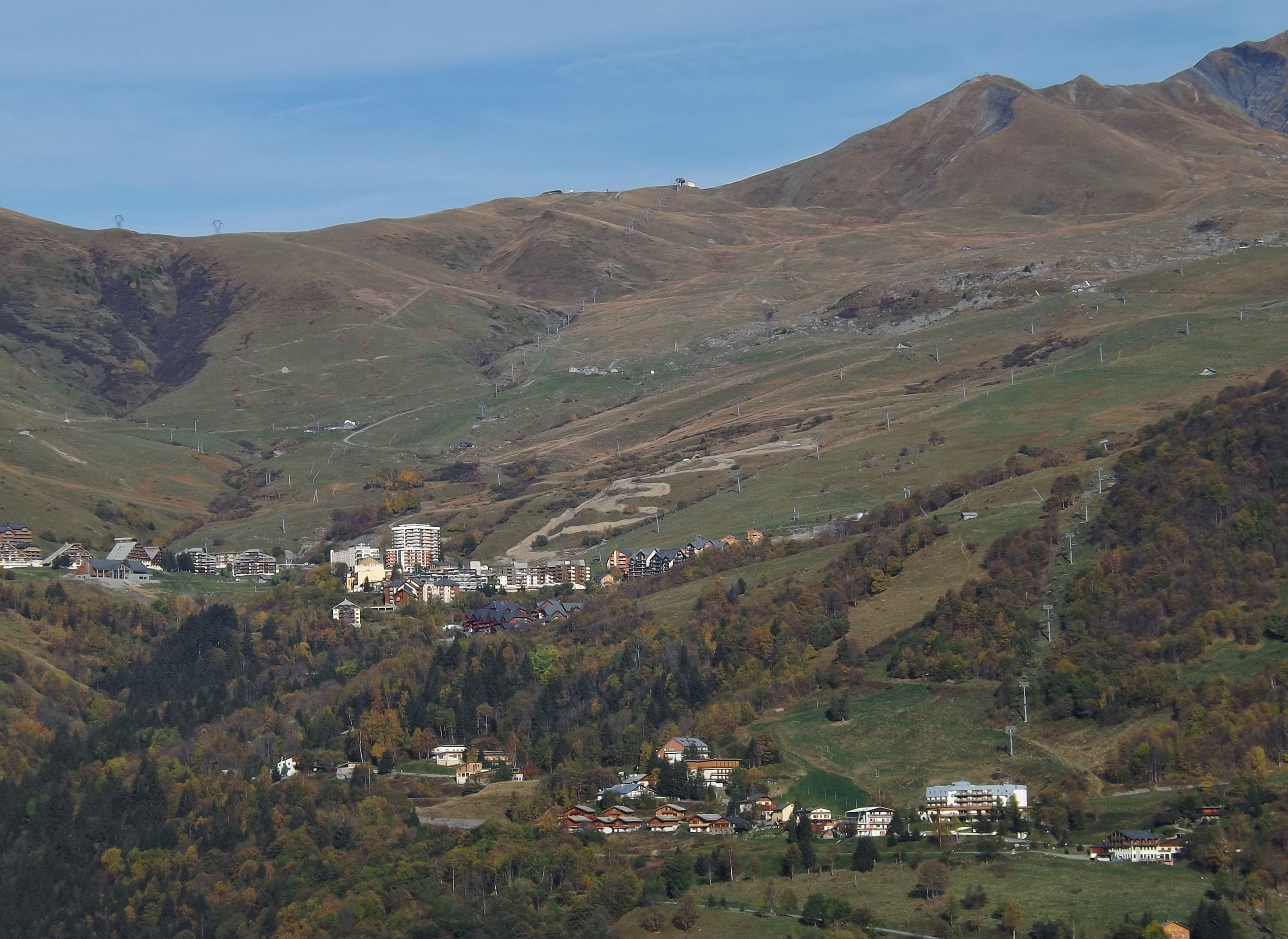
Les différents étages de la station.

Au début des années 1950, le premier téléski, « les clochettes » est construit par Montaz-Mautino ; aujourd'hui Gimar Montaz Mautino est installé à la station basse (150 m de long, 30 m de dénivelé). C'est le premier téléski de la société Montaz-Mautino qui en construira par la suite 2 500 exemplaires. En 1952, Jean Pomagalski, fondateur de l'actuelle société  Poma », construit le téléski Roc Noir sur un tracé différent de l’actuel.
La mère de Jean-Claude Killy, champion olympique lors des jeux olympiques d'hiver de 1968, arrive de Val d'Isère et s’installe à la station basse en 1951 avec ses trois enfants. Le futur champion olympique à Grenoble s’entraîne sur les pentes du Roc-Noir, à l’époque équipé du téléski le plus long, le plus rapide et le premier mis en service en Savoie. En 1952, La famille Daumas[Qui ?] arrive dans la station et s’installe d’abord à la station Basse au Télé, puis Roger Dumas termine la construction du Bouquetin en 1955. En 1954, le téléski de la lune est mis en service, il sera doublé par la suite et transformé en télésiège Lune Bleue plus tard. Quelques années plus tard, les premiers sauts de parachute sur neige de France ont lieu à Saint-François en 1956 et en 1957 depuis un avion venant de Chambéry (André Chambon).
En juillet 1969, Saint-François-sur-Bugeon devient Saint-François-Longchamp. La mairie est alors transférée du hameau du Planey à la station basse à 1 450 m. Dans le même temps, le Tour de France, remporté cette année par le coureur Eddy Merckx, passe pour la 1re fois à Saint-François.
L'année 1983 voit la liaison avec la station de Valmorel : le domaine skiable du Grand Domaine est né. En 1987, la maison du tourisme est inaugurée en présence de Fanny Cottençon, la marraine de l’évènement. Cette maison contient en outre une salle polyvalente, des bureaux et une salle de cinéma.
En 1996, Remy Loisirs (aujourd'hui groupe Labellemontagne) prend en mains la destinée de la station, restructure les remontées mécaniques et fait installer des canons à neige modernes en 1997. L'année 1998 marque l’arrivée de l’autoroute A43, arrivant de Chambéry à La Chambre.
En 2001, un télésiège très moderne à six places est construit aux Longes en remplacement des téléskis du Marquis et du Roc noir, et les premières constructions aux Longes sont alors réalisées. La station de Saint-François–Longchamp possède alors une capacité de 6 000 lits. La station continue également à se développer du côté de la Zac des raisins.

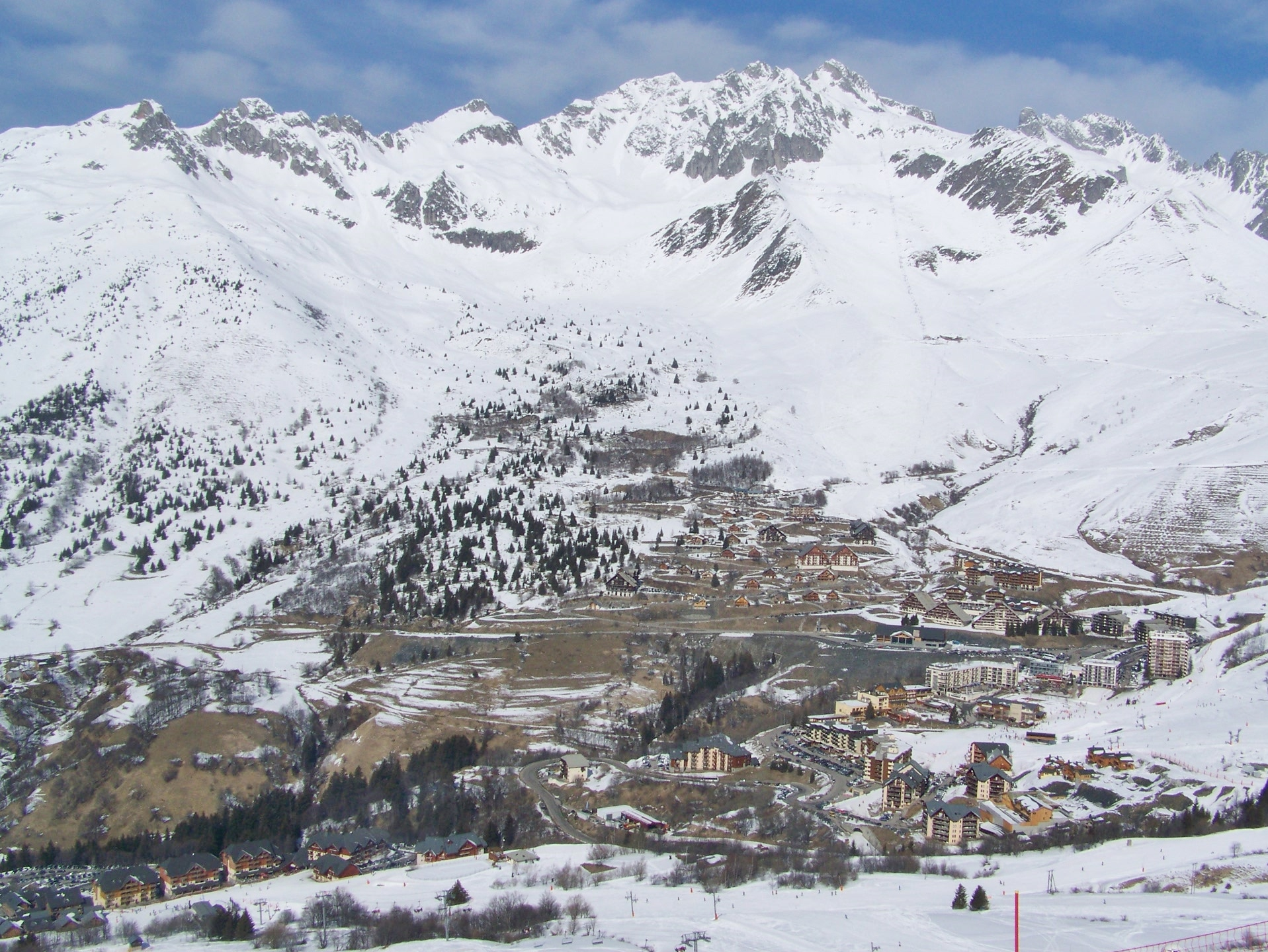
Vue, depuis les pistes de ski, d'une partie du village, de Montgellafrey et du pic de la Lauzière (hiver 2011).

En 2003 le secteur du Mollaret côté Montgellafrey continue de s’agrandir et en 2004 la route pastorale du lac de la Léchère est goudronnée jusqu’au lac à Montgellafrey.
À partir de 2005, le secteur « village gaulois » est achevé et la Zac des raisins continue de se développer. Du côté de Montgellafrey, les travaux de construction des immeubles, garages et commerces du Plan Mollaret démarrent et seront achevés l'année suivante. En décembre le télésiège du Frêne, moderne de six places débrayable, remplace les deux téléskis dits Frêne 1 et Frêne 2 et améliore sensiblement la liaison avec Valmorel qui de son côté a également remplacé chaque année de nombreuses remontées mécaniques. L'année 2008 voit la suppression du télésiège de la Buffe et la création du télésiège des Clochettes au cœur de la station 1 450 m. L'année suivante, le télésiège de la Lune Bleue devient un télésiège débrayable de six places. Par ailleurs, le SIVOM de Saint-François-Longchamp/Montgellafrey lance la construction d’un centre de remise en forme.
En 2010, le centre de remise en forme et balnéothérapie ouvre ses portes à Saint-François et l’hébergement 4 étoiles commence à apparaitre sur la commune avec les Chalets de la Madeleine et le hameau des Airelles.
En 2013, Labellemontagne fait la seule extension de domaine skiable en Savoie avec la création du télésiège du Soleil Rouge qui ouvre tout le secteur des Balcons. Le SIVOM requalifie un ancien garage communal à l'entrée de la place de la Madeleine en un cabinet médical spacieux et offre de nouveaux locaux à la centrale de réservation de Saint-François-Longchamp
Le1er janvier 2017, la commune devient une ancienne commune et prend le statut de commune déléguée, comme les communes de Montaimont et Montgellafrey. Ces trois communes sont déléguées de la nouvelle commune Saint François Longchamp qui prend le statut de commune nouvelle.

## Politique et administration

### Administration municipale

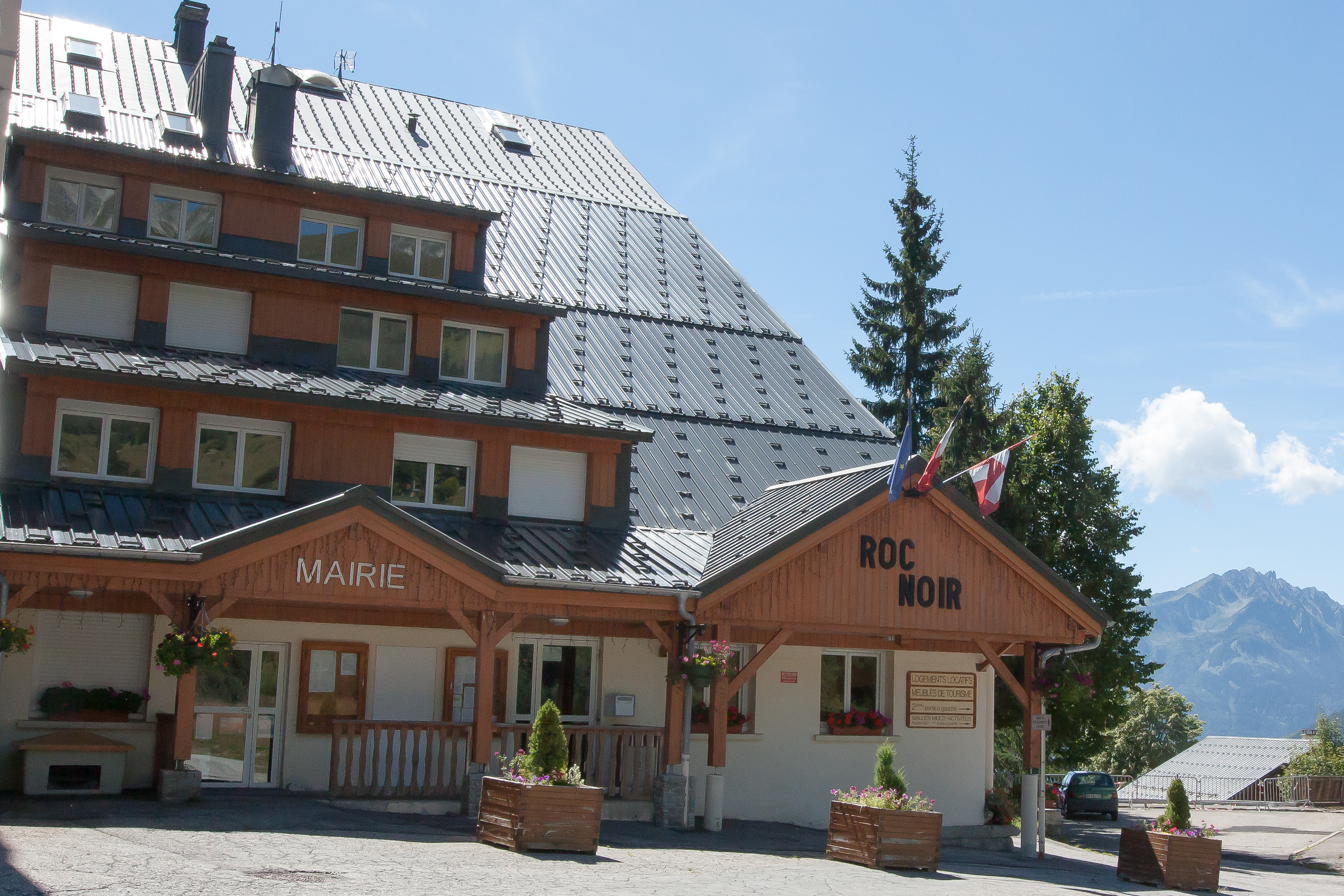
L'hôtel de ville de Saint-Francois-Longchamp.

Le conseil municipal comptait 11 membres élus.
À la suite de la délibération du conseil municipal du 17 septembre 2012, la commune a intégré la communauté de communes de la Vallée du Glandon le 1er janvier 2014, se substituant au syndicat intercommunal du canton de La Chambre, désormais dissout.

### Liste des maires

#### Listes des maires jusque 2016
La commune a été créée en 1904 par partition de celle de Montgellafrey.
| Période   | Période          | Identité                 | Étiquette | Qualité |
| --------- | ---------------- | ------------------------ | --------- | ------- |
| 1904      | 1919             | François Antonin Mollard |           |         |
| 1919      | 1920             | François Séraphin Vinit  |           |         |
| 1920      | 1945             | Adolphe Séverin Vinit    |           |         |
| 1945      | 1947             | Emile André              |           |         |
| 1947      | 1965             | Joseph Vinit             |           |         |
| 1965      | 1982             | Jean Bernard             |           |         |
| 1982      | 1995             | Claude Daumas            |           |         |
| 1995      | 2001             | Patrick Provost          |           |         |
| 2001      | 2014             | Claude Mercier           |           |         |
| mars 2014 | 31 décembre 2016 | Patrick Provost          |           |         |

#### Liste des maires de la commune déléguée
| Période          | Période  | Identité        | Étiquette | Qualité |
| ---------------- | -------- | --------------- | --------- | ------- |
| 1er janvier 2017 | En cours | Patrick Provost |           |         |

### Jumelages
La commune de Saint-François-Longchamp ne compte à ce jour aucun jumelage.

## Population et société

### Démographie
Les habitants de la commune sont appelés les Enversins car originaires des villages de l'Envers.

L'évolution du nombre d'habitants est connue à travers les recensements de la population effectués dans la commune depuis 1906. À partir du 1er janvier 2009, les populations légales des communes sont publiées annuellement dans le cadre d'un recensement qui repose désormais sur une collecte d'information annuelle, concernant successivement tous les territoires communaux au cours d'une période de cinq ans. 
Pour les communes de moins de 10 000 habitants, une enquête de recensement portant sur toute la population est réalisée tous les cinq ans, les populations légales des années intermédiaires étant quant à elles estimées par interpolation ou extrapolation. Pour la commune, le premier recensement exhaustif entrant dans le cadre du nouveau dispositif a été réalisé en 2008,.
En 2014, la commune comptait 246 habitants, en évolution de +13,36 % par rapport à 2009 (Savoie : +3,87 %, France hors Mayotte : +2,49 %).
| 1906 | 1911 | 1921 | 1926 | 1931 | 1936 | 1946 | 1954 | 1962 |
| ---- | ---- | ---- | ---- | ---- | ---- | ---- | ---- | ---- |
| 211  | 200  | 176  | 157  | 139  | 137  | 99   | 96   | 132  |

| 1968 | 1975 | 1982 | 1990 | 1999 | 2008 | 2013 | 2014 | - |
| ---- | ---- | ---- | ---- | ---- | ---- | ---- | ---- | - |
| 223  | 159  | 221  | 236  | 194  | 215  | 245  | 246  | - |

### Santé
- Centre de balnéothérapie ;
- Centre médical, avec un médecin et des infirmières.

### Sports
- Club des sports ;
- Centre sportif (terrains de tennis, piscines...).

#### Station de sports d'hiver
Station de ski : 2 550 m au sommet des pistes ; 152 km de pistes de ski alpin ; 50 km de ski de fond.
Domaine relié au domaine de la commune de Valmorel, l'ensemble constituant la station dite du Grand-Domaine.
À 13 km de la station, se trouve l'espace nordique du Grand Coin sur la commune de la Tour-en-Maurienne, au pied du col du Chaussy

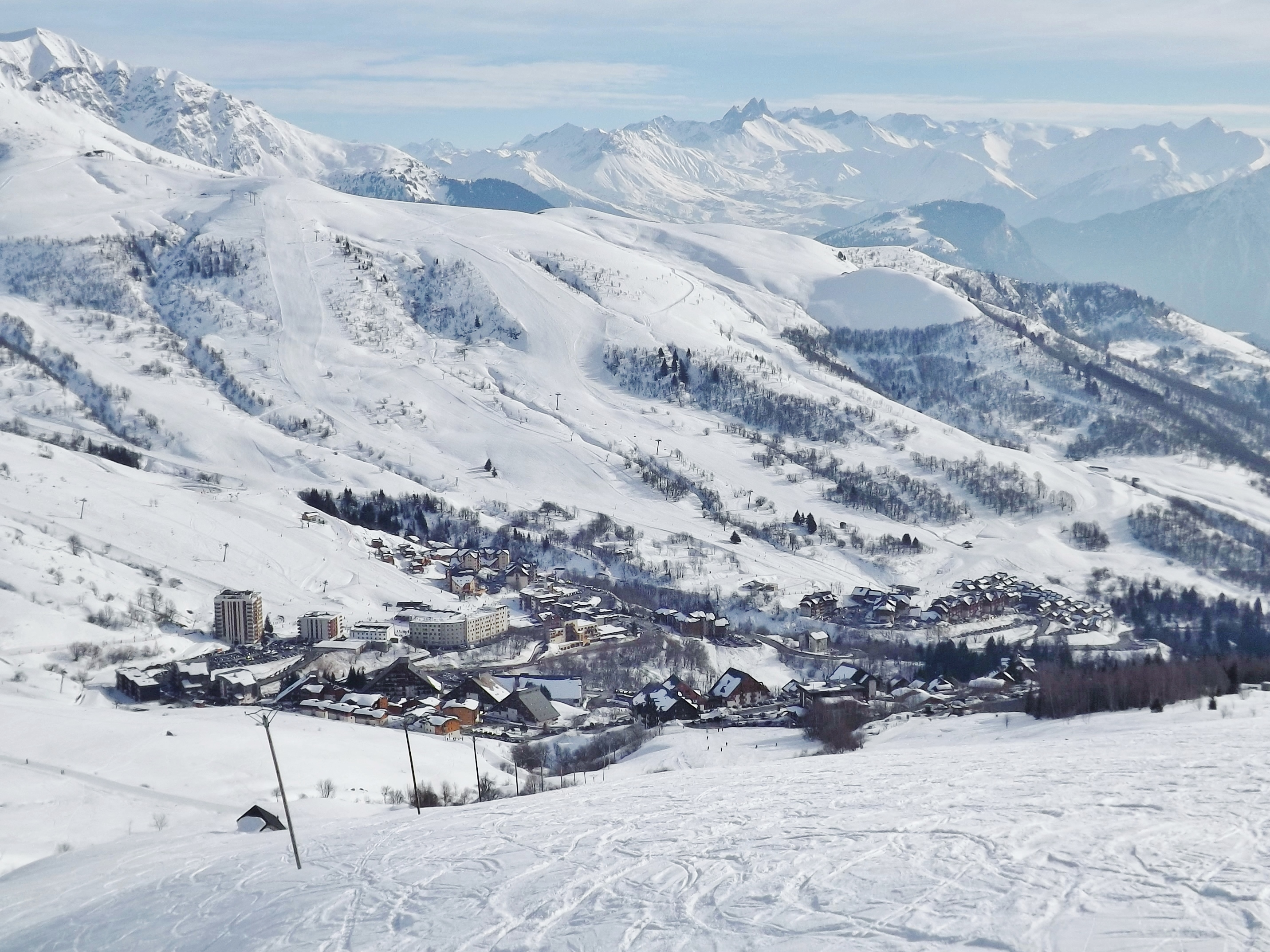
Station et domaine skiable de Saint-François-Longchamp-Montgellafrey en hiver.

#### Station d'été
- 90 km de sentiers balisés
- 50 km de sentiers VTT balisés
- 4 lacs en altitude
- Sentier de découverte des espèces végétale (1 h praticable pour tous)
- Une Luge 4 saisons
- 2 city stades
- Un mur d'escalade
- Un Airbag
- Parcours acrobatique en hauteur pour enfant
- Piscine chauffée
- Court de tennis
- Minigolf
- Alpinisme-escalade
- Canyoning
- Hydrospeed
- Parapente
- Rafting
- Remontée mécanique ouverte
- Via-Ferrata

### Cultes
- Chapelle Saint-Anne.

## Économie

### Revenus de la population et fiscalité
En 2010, le revenu fiscal par ménage en France était de 25 574 €.

### Tourisme
En 2014, la capacité d'accueil de la station, estimée par l'organisme Savoie-Mont-Blanc, est de 11 551 lits touristiques répartis dans 1 313 établissements. Les hébergements se répartissent comme suit : 6 meublés ; 12 résidences de tourisme ; 4 hôtels ; 4 centres ou villages de vacances / maisons familiales et une chambre d'hôtes.
La station reçoit en 2015 le quatrième prix de « Meilleure Destination Européenne de ski d'Europe » (Best ski resorts in Europe 2016).

## Culture locale et patrimoine

### Patrimoine architectural
- Les maisons colombines, maisons dont la particularité est que la charpente en bois est totalement séparée des murs, soutenues par des poutres en bois et des rochers.
- La chapelle Saint-Anne.

### Patrimoine environnemental
- Le col de la Madeleine régulièrement emprunté les coureurs du Tour de France.
- Le Cheval noir est le point culminant 2 832 m de la région et accessible en été par un chemin indiqué sur les cartes IGN. En hiver, des randonneurs remontent la pente à l'aide de skis de randonnée lorsque les conditions d'enneigement sont bonnes car le risque d'avalanches est important dans cette zone.
- Un site de Cheminée de fée est visible de la route qui monte depuis La Chambre. Les dimensions du grand chapeau, d'après l'ONF, font état d'une hauteur de la cheminée principale de 38 m, un volume de 45 m3 pour un poids de 130 tonnes.
- Lac bleu et lac blanc.

### Personnalités liées à la commune
Différents personnages publics sont nés, décédés ou ont vécu à Saint-François-Longchamp :
- Fanny Cottençon, actrice et productrice, y réside régulièrement, en 1983 elle inaugure la maison du tourisme et est marraine de la salle de cinéma qui porte son prénom : le Fanny[18] ;
- Jean-Claude Killy, skieur alpin, y résida et s’entraîna sur les pistes de la station[18] ;
- Pierre Montaz, fondateur de la société de remontées mécaniques. Montaz Mautino y réside[18].